# Melanesisk kungsfiskare
Melanesisk kungsfiskare (Todiramphus tristrami) är en fågel i familjen kungsfiskare inom ordningen praktfåglar.

## Utseende och läte
Melanesisk kungsfiskare är blågrön ovan med ett ljust halsband, smal mörk mask över ögat och en tvåfärgad näbb. Jämfört med helig kungsfiskare är den i genomsnitt mörkare och blåare ovan. Lätena är vittljudande och hårda.

## Utbredning och systematik
Melanesisk kungsfiskare förekommer i Melanesien och delas in i sju underarter med följande utbredning:
- T. t. matthiae – St Matthiasöarna
- T. t. stresemanni – Vituöarna, Umboi och närliggande öar i Dampiersundet
- nusae-gruppen
  - T. t. nusae – New Ireland (förutom i sydväst), New Hanover och ön Feni
  - T. t. novaehiberniae – New Ireland
  - T. t. bennetti – Nissan
- T. t. tristrami – Niu Briten
- T. t. alberti – Buka, Bougainville och Salomonöarna (österut till Guadalcanal)

Tidigare betraktades den som en underart till halsbandskungsfiskare (T. chloris) och vissa, som BirdLife International, gör det fortfarande. Den urskiljs dock allt oftare som egen art efter studier.

## Levnadssätt
Melanesisk kungsfiskare hittas i kustnära områden, men kan också ses långt inåt land, framför allt där andra kungsfiskare saknas.

## Status
IUCN erkänner den inte som art, varför den inte placeras i någon hotkategori.

## Namn
Fågelns vetenskapliga artnamn hedrar Henry Baker Tristram (1822-1906), kanik i Durham, naturforskare, antikvarie och tidig följare av Charles Darwins läror.